# Teluk (Amanuban Timur)
Teluk is een bestuurslaag in het regentschap Timor Tengah Selatan van de provincie Oost-Nusa Tenggara, Indonesië. Teluk telt 893 inwoners (volkstelling 2010).